# Стипендия Слоуна
Стипендии Слоуна — стипендия, ежегодно присуждаемая фондом Альфреда Слоуна с 1955 года для «оказания поддержки и признания начинающих учёных и исследователей». Эта программа — одна из старейших в своем роде в Соединённых Штатах.
Первоначально стипендии присуждались по физике, химии и математике. Позднее были добавлены награды в области нейробиологии (1972), экономики (1980), информатики (1993), вычислительной и эволюционной молекулярной биологии (2002) и в области исследований океана и Земли (2012). Эти двухлетние стипендии ежегодно присуждаются 126 исследователям.

## Квалификационные требования
Фонд поддерживает учёных, которые являются родителями, предоставляя им дополнительное время после получения докторской степени, в течение которого они сохраняют право на получение стипендии:

Кандидаты на стипендию Слоуна должны иметь докторскую степень (или эквивалентную) в области химии, физики, математики, информатики, экономики, нейробиологии, вычислительной и эволюционной молекулярной биологии, океанографии или в смежных междисциплинарных областях и должны быть штатными преподавателями (то есть иметь постоянную должность) колледжа или университета в США или Канаде. С момента получения ими последней докторской степени (или эквивалента) до номинации на стипендию должно пройти не более шести лет, за исключением особых обстоятельств, таких как военная служба, смена профессии или воспитание детей, или если номинант занимал(а) должность преподавателя менее двух лет. Если применимо какое-либо из вышеперечисленных обстоятельств, письмо с номинацией (см. ниже) должно содержать чёткое обоснование. Хотя ожидается, что стипендиаты находятся на ранней стадии своей исследовательской карьеры, должны быть убедительные доказательства независимых исследовательских достижений. Кандидаты во всех областях обычно должны быть ниже звания ассоциированного профессора и не иметь постоянного контракта, но это не строгие требования. Фонд Альфреда П. Слоуна приветствует выдвижение всех кандидатов, которые соответствуют традиционно высоким стандартам программы, и настоятельно поощряет участие женщин и членов недопредставленных групп меньшинств.

## Известные обладатели стипендии
С начала программы в 1955 году 43 стипендиата получили Нобелевскую премию, а 16 — медаль Филдса по математике.

### Обладатели стипендии Слоуна, ставшие лауреатами Нобелевской премии или медали Филдса
| Имя                               | Область       | Год получения стипендии | Год получения премии |
| --------------------------------- | ------------- | ----------------------- | -------------------- |
| Ричард Фейнман                    | Физика        | 1955                    | 1965                 |
| Марри Гелл-Ман                    | Физика        | 1957                    | 1969                 |
| Леон Купер                        | Физика        | 1959                    | 1972                 |
| Шелдон Ли Глэшоу                  | Физика        | 1962                    | 1979                 |
| Стивен Вайнберг                   | Физика        | 1961                    | 1979                 |
| Вал Логсдон Фитч                  | Физика        | 1960                    | 1980                 |
| Джеймс Уотсон Кронин              | Физика        | 1962                    | 1980                 |
| Кеннет Вильсон                    | Физика        | 1963                    | 1982                 |
| Джек Стейнбергер                  | Физика        | 1958                    | 1988                 |
| Мелвин Шварц                      | Физика        | 1959                    | 1988                 |
| Фредерик Райнес                   | Физика        | 1959                    | 1995                 |
| Алан Хигер                        | Химия         | 1963                    | 2000 (Физика)        |
| Карл Виман                        | Физика        | 1984                    | 2001                 |
| Дейвид Гросс                      | Физика        | 1970                    | 2004                 |
| Хью Дейвид Политцер               | Физика        | 1977                    | 2004                 |
| Фрэнк Вильчек                     | Физика        | 1976                    | 2004                 |
| Теодор Хенш                       | Физика        | 1973                    | 2005                 |
| Донна Стрикленд                   | Физика        | 1998                    | 2018                 |
| Роалд Хоффман                     | Химия         | 1966                    | 1981                 |
| Дадли Роберт Хершбах              | Химия         | 1959                    | 1986                 |
| Ли Юаньчжэ                        | Химия         | 1969                    | 1986                 |
| Джон Чарлз Полани                 | Химия         | 1959                    | 1986                 |
| Элайас Джеймс Кори                | Химия         | 1955                    | 1990                 |
| Рудольф Артур Маркус              | Химия         | 1960                    | 1992                 |
| Марио Молина                      | Химия         | 1976                    | 1995                 |
| Роберт Кёрл                       | Химия         | 1961                    | 1996                 |
| Ричард Смолли                     | Химия         | 1978                    | 1996                 |
| Ахмед Зевейл                      | Химия         | 1978                    | 1999                 |
| Алан Макдиармид                   | Химия         | 1959                    | 2000                 |
| Барри Шарплесс                    | Химия         | 1973                    | 2001                 |
| Роберт Граббс                     | Химия         | 1974                    | 2005                 |
| Ричард Шрок                       | Химия         | 1976                    | 2005                 |
| Мартин Карплус                    | Химия         | 1959                    | 2013                 |
| Арье Варшель                      | Химия         | 1978                    | 2013                 |
| Джон Форбс Нэш                    | Математика    | 1956                    | 1994 (Экономика)     |
| Эрик Маскин                       | Экономика     | 1983                    | 2007                 |
| Роджер Майерсон                   | Экономика     | 1984                    | 2007                 |
| Элвин Рот                         | Экономика     | 1984                    | 2012                 |
| Ларс Петер Хансен                 | Экономика     | 1982                    | 2013                 |
| Жан Тироль                        | Экономика     | 1985                    | 2014                 |
| Стенли Прузинер                   | Нейробиология | 1976                    | 1997 (Медицина)      |
| Пол Лотербур                      | Химия         | 1965                    | 2003 (Медицина)      |
| Линда Бак                         | Нейробиология | 1992                    | 2004 (Медицина)      |
| Джон Уиллард Милнор               | Математика    | 1955                    | 1962                 |
| Пол Джозеф Коэн                   | Математика    | 1962                    | 1966                 |
| Стивен Смейл                      | Математика    | 1960                    | 1966                 |
| Хэйсукэ Хиронака                  | Математика    | 1962                    | 1970                 |
| Джон Григгс Томпсон               | Математика    | 1961                    | 1970                 |
| Дэвид Мамфорд                     | Математика    | 1962                    | 1974                 |
| Чарльз Луис Фефферман             | Математика    | 1970                    | 1978                 |
| Даниель Квиллен                   | Математика    | 1967                    | 1978                 |
| Уильям Пол Тёрстон                | Математика    | 1974                    | 1982                 |
| Яу Шинтун                         | Математика    | 1974                    | 1982                 |
| Майкл Фридман                     | Математика    | 1980                    | 1986                 |
| Вон Джонс                         | Математика    | 1983                    | 1990                 |
| Кёртис Макмуллен                  | Математика    | 1988                    | 1998                 |
| Андреа Гез                        | Физика        | 1996                    | 2020                 |
| Владимир Александрович Воеводский | Математика    | 1997                    | 2002                 |
| Андрей Юрьевич Окуньков           | Математика    | 2000                    | 2006                 |
| Теренс Тао                        | Математика    | 1999                    | 2006                 |

### Комментарии
1. ↑  Область стипендии Слоуна
2. ↑  Премия получена в той же области, в которой была выделена стипендия, если не указано особо.

### Сноски
1. ↑  http://www.sloan.org/sloan-research-fellowships/
2. ↑  90 Scientists and Economists Win Sloan Research Awards. The New York Times (англ.). 10 марта 1985. ISSN 0362-4331. Архивировано 27 февраля 2019. Дата обращения: 27 февраля 2019.
3. 1 2  History (англ.). www.sloan.org. Дата обращения: 22 января 2016. Архивировано из оригинала 8 сентября 2012 года.
4. ↑  Sloan Research Fellowships (англ.). www.sloan.org. Дата обращения: 22 января 2016. Архивировано 1 ноября 2016 года.
5. ↑  Nobel Laureates (англ.). www.sloan.org. Дата обращения: 22 января 2016. Архивировано из оригинала 27 января 2016 года.
6. ↑  Fields Medalists (англ.). www.sloan.org. Дата обращения: 22 января 2016. Архивировано из оригинала 8 сентября 2012 года.
7. ↑  UCLA Galactic Center Group / SELECTED HONORS & AWARDS. www.astro.ucla.edu (1995-2017). Дата обращения: 4 октября 2021. Архивировано 4 марта 2021 года.